# Sejm piotrkowski 1524/1525
Sejm piotrkowski 1525 – Sejm walny Korony Królestwa Polskiego został zwołany 3 listopada 1525 roku do Piotrkowa.
Sejmiki przedsejmowe odbyły się: w Środzie 6 grudnia, pruski w Toruniu 4 grudnia 1525 roku.
Obrady sejmu trwały od 24 grudnia do 21 lutego 1525 roku.